# Китаянка (фильм, 1967)
«Китаянка» (фр. La Chinoise) — кинофильм режиссёра Жана-Люка Годара, вышедший на экраны в 1967 году. Лента получила специальный приз жюри Венецианского фестиваля и определена на 10-е место в списке лучших фильмов года по версии журнала Cahiers du cinéma. В качестве сценарной основы картины было использовано вольное прочтение романа Фёдора Достоевского «Бесы».
Работа Годара над фильмом отражена в картине Мишеля Хазанавичуса «Молодой Годар».

## Сюжет
Небольшая группа французских студентов изучают жизнь и учение Мао, пытаясь найти своё место в мире и понять, как меняется мир под воздействием маоизма.

## В ролях
- Анна Вяземски — Вероника
- Жан-Пьер Лео — Гийом
- Жюльет Берто — Ивонн
- Мишель Семеняко — Анри
- Лекс де Брюйн — Кирилов
- Омар Диоп — Омар
- Франсис Жансон — Франсис

Съёмки фильма проходили в Нантере и Париже.